# 785 Цвєтана
785 Цвєтана (785 Zwetana) — астероїд головного поясу, відкритий 30 березня 1914 року.
Тіссеранів параметр щодо Юпітера — 3,364.